# نيد فور سبيد: في-رالي
نيد فور سبيد: في-رالي (بالإنجليزية: V-Rally: Championship Edition)‏ ، هي لعبة إلكترونية من نوع سباق السيارات، من نمط الرالي، أنتجت إلكترونيك آرتس سنة 1997 ، وتعد من ضمن أقوى ألعاب سباق الرالي من ناحية الجرافيكس والتنافس .

## الأماكن
تتواجد أماكن السباق 10 بلدان حول العالم، حسب مراحل اللعبة، وهي:
- إندونيسيا - الغابات - سبع مراحل
- إنجلترا - ست مراحل
- سفاري (كينيا) - الصحراء - ست مراحل
- فرنسا - ست مراحل
- إسبانيا - الساحل - ست مراحل
- نيوزلندا - سبع مراحل
- French Alps (موناكو) - سبع مراحل
- السويد - الثلج - خمس مراحل

## السيارات
اختيار أسرع السيارات وأقلها تحملا للصدمات حسب المستوى "A" وهي :
- ميتسوبيشي لانسر إيفوليوشن - A8
- فريق سوبارو للراليات - A8
- تويوتا كورولا - A8
- نيسان الميرا - A7
- سكودا فيليشيا  [لغات أخرى]‏ - A6
- Ford Escort WRC - A8
- سيتروين ساكسو - A6
- رينو ميجان - A7
- بيجو 106 - A6
- بيجو 306 - A7
- سيات إيبيزا - A7
- سوبارو إمبريزا
- تويوتا كورولا
- فورد إسكورت (أوروبا)
- ميتسوبيشي لانسر إيفوليوشن
- بيجو 306
- سيتروين إكسارا
- رينو ميجان
- سيات إيبيزا
- هيونداي كوبيه
- شكودا أوكتافيا
- نيسان الميرا

السيارات الإضافية وهي :
- فورد إسكورت (أوروبا) V-Rally edition
- لانشيا ستراتوس
- تويوتا سيليكا
- Lancia Delta

## وصلات خارجية
- الموقع الرسمي
 (N64, GBC) (archived from the original)
- Need for Speed: V-Rally على موبي غيمز
- Need for Speed: V-Rally at آي جي إن
- V-Rally Edition '99 على موبي غيمز